# Earth Song
Earth Song is een nummer van de Amerikaanse zanger Michael Jackson, afkomstig van zijn album HIStory. Earth Song werd uitgegeven als derde single van dat album en behaalde in verschillende landen de eerste plaats.

## Videoclip
De videoclip van het nummer laat de Aarde zien terwijl die wordt vernietigd door de mensen, waarbij onder meer wordt gezinspeeld op de milieuvervuiling in de hele wereld. Ook is in de clip de vernietiging van het tropisch regenwoud te zien, net als het doden van wilde dieren door stropers. Daarnaast gaat de clip over de actualiteit van dat moment, met name de agressie tussen Bosnië en de Bosniërs die naar hun vernietigde huizen terugkeren. Deze scène werd opgenomen in Kroatië, dit was noodzakelijk omdat de oorlog in Bosnië op dat moment nog aan de gang was. 
Aan het eind van het nummer huilen alle mensen samen met Jackson. Ze knielen en graven een gat in de rotzooi, waarna de wereld op magische wijze teruggaat in de tijd, toen alles nog rustig en vredig was.

## Kritiek
In tegenstelling tot de fans vonden critici het nummer en de clip te pompeus en theatraal. Dat vond ook Jarvis Cocker, die in 1996 tijdens een optreden van Michael Jackson op de Brit Awards het podium beklom om dit te verkondigen. Fans daarentegen vinden dat de critici de boodschap van het nummer hebben gemist, en dat er geen Messias complex was, zoals de critici beweerden, in de clip laat Jackson zichzelf namelijk zien als een man die vecht voor een betere toekomst, samen met alle volkeren in de wereld. Ondanks de kritiek werd de videoclip genomineerd voor een Grammy Award in 1996.

## Achtergrond
Michael Jackson maakte als volwassen zanger met regelmaat sociaal getinte muziek met een charitatief karakter. Met zijn beroemdheid en rijkdom vond Jackson het niet meer dan normaal om zijn steentje bij te dragen aan het verbeteren van de wereld.
In 1992 stichtte Jackson de "Heal the World Foundation".
De Earth Song video eindigt uiteindelijk met een verzoek om donaties te maken aan deze stichting met de tekst 'Help by calling Heal The World Foundation 1-800-HEAL123'

## NPO Radio 2 Top 2000
| Nummer met noteringen in de NPO Radio 2 Top 2000 | '99 | '00-'01 | '02 | '03 | '04 | '05 | '06 | '07 | '08 | '09 | '10 | '11 | '12 | '13 | '14 | '15 | '16 | '17 | '18 | '19 | '20 | '21 | '22 | '23 | '24 |
| ------------------------------------------------ | --- | ------- | --- | --- | --- | --- | --- | --- | --- | --- | --- | --- | --- | --- | --- | --- | --- | --- | --- | --- | --- | --- | --- | --- | --- |
| Earth Song                                       | 246 | -       | 561 | 615 | 634 | 780 | 583 | 940 | 692 | 88  | 148 | 152 | 147 | 113 | 118 | 118 | 149 | 166 | 109 | 169 | 175 | 182 | 190 | 183 | 156 |

1. ↑  Een '-' betekent dat het nummer niet was genoteerd en een vetgedrukt getal geeft de hoogste notering aan.